# Sierosław (województwo łódzkie)
Sierosław – wieś w Polsce położona w województwie łódzkim, w powiecie piotrkowskim, w gminie Moszczenica.
W latach 1975–1998 miejscowość położona była w województwie piotrkowskim.